# Émile Allais (pista sciistica)
L'Émile Allais è una pista sciistica situata a Courchevel, in Francia. Sul pendio, che si snoda sulle pendice del Dent de Burgin, si tengono gare di slalom gigante, slalom speciale e slalom parallelo a livello femminile della Coppa del Mondo di sci alpino, a partire dalla stagione 2010-2011; le gare si disputano solitamente nel mese di dicembre. 
La pista è dedicata allo sciatore francese Émile Allais.

## Albo d'oro

### Uomini

#### Slalom gigante
| Data           | Competizione                       | Primo            | Secondo       | Terzo        |
| -------------- | ---------------------------------- | ---------------- | ------------- | ------------ |
| 7 gennaio 1979 | Coppa del Mondo di sci alpino 1979 | Ingemar Stenmark | Peter Lüscher | Bojan Križaj |

### Donne

#### Slalom gigante
| Data             | Competizione                       | Prima             | Seconda              | Terza          |
| ---------------- | ---------------------------------- | ----------------- | -------------------- | -------------- |
| 16 dicembre 2012 | Coppa del Mondo di sci alpino 2013 | Tina Maze         | Kathrin Zettel       | Tessa Worley   |
| 20 dicembre 2015 | Coppa del Mondo di sci alpino 2016 | Eva-Maria Brem    | Lara Gut Nina Løseth |                |
| 19 dicembre 2017 | Coppa del Mondo di sci alpino 2018 | Mikaela Shiffrin  | Tessa Worley         | Manuela Mölgg  |
| 21 dicembre 2018 | Coppa del Mondo di sci alpino 2019 | Mikaela Shiffrin  | Viktoria Rebensburg  | Tessa Worley   |
| 17 dicembre 2019 | Coppa del Mondo di sci alpino 2020 | Federica Brignone | Mina Fürst Holtmann  | Wendy Holdener |
| 12 dicembre 2020 | Coppa del Mondo di sci alpino 2021 | Marta Bassino     | Sara Hector          | Petra Vlhová   |
| 14 dicembre 2020 | Coppa del Mondo di sci alpino 2021 | Mikaela Shiffrin  | Federica Brignone    | Tessa Worley   |
| 21 dicembre 2021 | Coppa del Mondo di sci alpino 2022 | Mikaela Shiffrin  | Sara Hector          | Michelle Gisin |
| 22 dicembre 2021 | Coppa del Mondo di sci alpino 2022 | Sara Hector       | Mikaela Shiffrin     | Marta Bassino  |

#### Slalom speciale
| Data             | Competizione                       | Prima            | Seconda          | Terza             |
| ---------------- | ---------------------------------- | ---------------- | ---------------- | ----------------- |
| 21 dicembre 2010 | Coppa del Mondo di sci alpino 2011 | Marlies Schild   | Tanja Poutiainen | Tina Maze         |
| 18 dicembre 2011 | Coppa del Mondo di sci alpino 2012 | Marlies Schild   | Tanja Poutiainen | Kathrin Zettel    |
| 17 dicembre 2013 | Coppa del Mondo di sci alpino 2014 | Marlies Schild   | Frida Hansdotter | Bernadette Schild |
| 22 dicembre 2018 | Coppa del Mondo di sci alpino 2019 | Mikaela Shiffrin | Petra Vlhová     | Frida Hansdotter  |
| 21 dicembre 2023 | Coppa del Mondo di sci alpino 2024 | Petra Vlhová     | Mikaela Shiffrin | Katharina Truppe  |
| 30 gennaio 2025  | Coppa del Mondo di sci alpino 2025 | Zrinka Ljutić    | Sara Hector      | Lena Dürr         |

#### Slalom parallelo
| Data             | Competizione                       | Prima            | Seconda      | Terza         |
| ---------------- | ---------------------------------- | ---------------- | ------------ | ------------- |
| 20 dicembre 2017 | Coppa del Mondo di sci alpino 2018 | Mikaela Shiffrin | Petra Vlhová | Irene Curtoni |